# آلیسیا هاسکین
آلیسیا هاسکین (انگلیسی: Alicia Hoskin؛ زادهٔ ۶ فوریهٔ ۲۰۰۰) قایقران کایاک زن اهل نیوزیلند است.
وی در مسابقات کشوری و بین‌المللی در مجموع برندهٔ ۷ مدال طلا، ۳ مدال نقره، ۲ مدال برنز شده است.